# Vuelo 706 de Aerolíneas Argentinas
El vuelo 706 de Aerolíneas Argentinas fue un vuelo de cabotaje programado el 5 de octubre de 1975 entre las ciudades argentinas de Buenos Aires y Formosa, con una escala en Corrientes, que fue secuestrado por un comando de la guerrilla peronista Montoneros para garantizar la fuga de unos 30 guerrilleros que habían participado del frustrado y sangriento intento de copamiento del Regimiento de Infantería de Monte 29, la llamada Operación Primicia que terminó siendo la ofensiva más cruenta de Montoneros, llevada a cabo el domingo 5 de octubre de 1975, durante la vigencia de un gobierno constitucional.

## Secuestro
La toma al Regimiento 29 fue una masacre, y a la vez un fracaso ya que los atacantes sólo lograron apoderarse de 50 FAL y un FAP. Por tan magro botín, fallecieron 2 militares, 2 empleados civiles y 10 conscriptos que fueron atacados mientras se duchaban, mientras que en las afueras dos policías fueron asesinados junto con tres civiles, dos de ellos niños. Por parte de Montoneros las bajas fueron también altas, 16 bajas y 30 heridos, por lo que el resto de los guerrilleros emprendió la fuga rumbo al aeropuerto, donde otro grupo comando ya había secuestrado el avión de Aerolíneas que venía de Buenos Aires con 102 pasajeros a bordo, entre ellos cuatro bebes, y seis tripulantes.
El periodista Ceferino Reato, que reconstruyó la fatídica jornada en su libro Operación Primicia, relata que cuando la aeronave sobrevolaba la ciudad de Monte Caseros, rumbo a Corrientes, un joven veinteañero irrumpió en la cabina con una pistola Browning 9 milímetros y sorprendió al comandante Diego Bakas y al copiloto Amílcar Fernández con un grito: “¡No se muevan! ¡El avión está tomado por Montoneros”. Tras obligar al piloto a desviar hacia el Aeropuerto El Pucú, en la ciudad de Formosa –previamente copado por otro pelotón de Montoneros–, los pasajeros fueron liberados y el aparato despegó rumbo a Brasil. Sin embargo, debido a la falta de combustible, la aeronave debió realizar un aterrizaje forzoso en un campo de María Susana, cerca de Rafaela, en la provincia de Santa Fe, cerca de la intersección de las rutas nacionales 34 y 19.

## Posterioridad
El Boeing 737 permaneció varado en el terreno pantanoso, con el tren de aterrizaje parcialmente enterrado. Para poder retirarlo, se colocó por debajo del mismo una pista metálica de la Fuerza Aérea de 600 metros de largo por 30 de ancho, compuesta por una malla de planchas de aluminio sobre un colchón de arena. Asimismo, se retiraron todos los asientos y cualquier elemento no indispensable para el vuelo, amén de cargarlo con un mínimo de combustible para reducir el MTOW. Finalmente, al cabo de 16 días el aparato despegó de Rafaela el 21 de octubre dirigiéndose a Sauce Viejo y de allí a Buenos Aires, en donde se le realizó mantenimiento.

## Avión
La aeronave, un Boeing 737-287C con matrícula LV-JNE y bautizado "Ciudad de Trelew", que había volado por primera vez en 1970, ya había sido secuestrada en otra ocasión, cuando en octubre de 1973 un grupo de ciudadanos uruguayos forzaron a los pilotos a dirigirse a Bolivia. Durante su vida útil sufrió percances diversos tales como secuestros a manos de organizaciones terroristas e incidentes mecánicos, incluyendo el incendio final que lo dejó inutilizable, motivo por el cual se lo conoció hilarantemente en el ambiente aeronáutico como "El Mufa" (argentinismo que denota algo que trae mala suerte) 